# Cameron Holt
Pour les articles homonymes, voir Holt.
Pas d'image ? Cliquez ici

a Compétitions nationales et continentales officielles uniquement.

Dernière mise à jour le 20 juin 2025.
Cameron Holt, né le 16 octobre 1996 à Canberra (Australie), est un joueur australien de rugby à XV évoluant principalement au poste de deuxième ligne au FC Grenoble.

## Biographie
Cameron Holt naît à Canberra en octobre 1996,.
En 2018, Cameron Holt commence à jouer au rugby à XV avec les Tuggeranong Vikings (en) en ACTRU Premier Division et remporte la John I Dent Cup. Il dispute cette compétition avec son club jusqu'en 2024.
Parallèlement, il dispute une saison de Shute Shield avec le Gordon RFC en 2019. Puis, il est invité à jouer avec la franchise des Brumbies en septembre 2022, dans un match d'exhibition contre les Waratahs.
En décembre 2024, Cameron Holt s'engage avec le FC Grenoble en Pro D2, en tant que joker médical,. Son arrivée en France se fait par l'intermédiaire d'un entraîneur français qui sur place l'a repéré puis recommandé au club. Cameron Holt joue son premier match avec le FCG le 13 décembre 2024 contre le CA Brive qui se solde par une victoire (34-22),. Son contrat se termine avec le retour de blessure de Richard Hardwick, et il quitte le club isérois après quatre matchs joués.
En 2025-2026, Cameron Holt fait son retour au FC Grenoble.

## Palmarès
- Vainqueur de la John I Dent Cup en 2018 avec les Tuggeranong Vikings (en).